# Írók Boltja Könyvösztöndíj
Az Írók Boltja Könyvösztöndíj egy magyar irodalmi ösztöndíj, amit a budapesti Írók Boltja alapított 2014-ben fiatal, tehetséges szépirodalmi szerzők, kritikusok, irodalomtörténészek részére. A szakmai háttér biztosítására és a közös részvételre a bolt a József Attila Kört  kérte fel. A díj 120.000 Ft értékű könyvutalvány, amelyet az Írók Boltjában lehet felhasználni.

## A díj odaítélése
A díjat egy 35 év alatti kötettel már rendelkező szerző kaphatja meg a díjazott időszakban megjelent kötetéért. A jelölt lehet író, költő, drámaíró, kritikus, irodalomtörténész. Első alkalommal a 2013-ban, illetve 2014 első felében megjelent könyvek közül válogatnak. A következő évektől az Ünnepi könyvhéttől könyvhétig terjedő időszakot fogja át. A kuratóriumot a József Attila Kör mindenkori elnöksége és a JAK-füzetek sorozatszerkesztői, valamint az Írók Boltja munkatársai alkotják. A bizottság szavazatai alapján a legtöbb szavazatot kapó könyv kapja meg. A bizottságnak javaslatot tehetnek a József Attila Kör tagjai is.

## Díjazottak
- 2014: Harmath Artemisz: Szüntelen jóvátétel – Újraolvasni Weörest, tanulmánykötet, Helikon Kiadó, 2013[2]
- 2015: Sirokai Mátyás: A káprázatbeliekhez, versek, Libri Kiadó, 2015[3]
- 2016: Szabó Imola Julianna: Kinőtt szív, felnőttmesekönyv, L'Harmattan, 2015[4]
- 2017: Pál Sándor Attila: Düvő, versek, Magvető, 2017
- 2018: André Ferenc: Szótagadó, versek, Jelenkor, 2018
- 2019: Szendi Nóra: Természetes lustaság, Kalligram, 2018 és Vajna Ádám: Oda, versek, Scolar L!ve, 2018[5]